# PAL Express
PAL Express, được gọi hợp pháp là Air Philippines Corporation và trước đây có thương hiệu là Air Philippines và Airphil Express, là một hãng hàng không con thuộc sở hữu hoàn toàn của Philippine Airlines thuộc quyền sở hữu của nó. Đây là thương hiệu khu vực của PAL, với các dịch vụ từ các trung tâm ở Manila, Clark, Cebu và Davao.
Hãng hàng không này đã được đổi thương hiệu nhiều lần, đầu tiên là Air Philippines, sau đó là Airphil Express, và hiện được gọi là PAL Express. Sau một loạt thua lỗ tài chính, Air Philippines ngừng hoạt động cho đến khi được các nhà đầu tư mua lại từ Philippine Airlines. Sau khi mua lại, hãng đã được thành lập lại với tên gọi PAL Express, khai thác một số tuyến bay và phân công vị trí của công ty Philippine Airlines cho đến khi ban lãnh đạo hãng quyết định đổi thương hiệu hãng thành hãng hàng không giá rẻ được gọi là Airphil Express. Tuy nhiên, vào tháng 3 năm 2013, Giám đốc điều hành của công ty thông báo rằng tên này sẽ được hoàn nguyên thành PAL Express. Là đối tác liên danh của Philippine Airlines, PAL Express hoạt động như một nhà cung cấp dịch vụ đầy đủ trong mô hình chi phí thấp.